# Kiko Méndez-Monasterio
Francisco de Paula Méndez-Monasterio Encina (Madrid, 1972) es un periodista, asesor político y escritor español. Fue director del periódico La Gaceta de la Iberosfera de 2015 a 2017. También fue asesor del líder de Vox Santiago Abascal.

## Biografía
Hijo de Manuel Méndez Encina y Pilar Monasterio McCrea. Su padre era nieto del médico y político Luis Encina Candebat y su madre hija del general Monasterio, que desempeñó diversos cargos durante la dictadura franquista. Nacido en Madrid en 1972, estudió en el Colegio Retamar y después cursó estudios de Derecho en la Universidad Complutense, formando parte de varios grupos ultraderechistas. En los años noventa desarrolló distintas ocupaciones en Madrid, México, D.F. y San Sebastián.[cita requerida]

## Actividad política

### Militancia estudiantil
En los años 90, Méndez-Monasterio militó en la formación Alianza por la Unidad Nacional, dirigida por el líder falangista Ricardo Sáenz de Ynestrillas. En 1999 fue condenado junto a Marcos Calero como responsable de dos faltas de lesiones y amenazas a tres estudiantes universitarios, entre ellos el estudiante de derecho y futuro vicepresidente del Gobierno Pablo Iglesias, producidas el 17 de marzo de 1998. La agresión se produjo cuando los agredidos, miembros de la Unión de Estudiantes Progresistas y de Izquierdas, retiraron de un muro en la Facultad de Derecho un cartel anónimo que enaltecía al dictador Augusto Pinochet. La condena obligó a Méndez-Monasterio a indemnizar económicamente a los agredidos y hacer frente a la responsabilidad civil.

### Asesoría política y vinculación a Vox
En 2010, Méndez-Monasterio entra en contacto con Santiago Abascal a través de sus colaboraciones en Intereconomía. En 2015, un año después de la fundación de Vox, publica junto a Abascal, ya presidente del partido, el libro Hay un camino a la derecha. Desde la creación en 2018 de la agencia Tizona Comunicación, de la que es copropietario, ha asesorado en comunicación al partido, y de 2020 a 2021 fue asesor del grupo parlamentario de Vox en el Congreso de los Diputados. Ha participado de la fundación de la Fundación Disenso y el sindicato Solidaridad, ambos dependientes del partido, y también de la sede en España del Instituto de Ciencias Sociales, Económicas y Políticas, centro de extrema derecha creado por Marion Maréchal-Le Pen y vinculado a Vox. Aunque ha definido su papel en el partido como "asesor externo" de su líder Santiago Abascal, ha sido considerado uno de los colaboradores más estrechos del mismo, desempeñando un papel central en las negociaciones para formar Gobierno tras las elecciones autonómicas de 2022 y 2023.

Tizona Comunicación, que trabajó en las campañas de comunicación y en la formación de los miembros de Vox redujo un 64% su facturación lo que le llevó a estar dos años en números rojos con una pérdida de 145.000 euros. Además la compañía fue acusada por Javier Ortega Smith de colocar a <<los suyos>> en el partido. Además Méndez-Monasterio fue acusado de cobrar a través de la Fundación Disenso con dinero que vendría de los militantes de Vox.

## Actividad periodística y literaria
Como periodista, Méndez-Monasterio ha publicado columnas de opinión política en medios como Negocio o La Razón, y colaborado con reportajes y perfiles en las revistas Chesterton, Selecciones del Reader's Digest, LaNacion.es, Época y Alba.[cita requerida] De 2015 a 2017 dirigió el periódico La Gaceta de la Iberosfera, del que también es columnista.
En televisión participa como tertuliano en diversos programas de debate político de Intereconomía, como El gato al agua, Más se perdió en Cuba o Dando caña, así como en el programa cultural Lágrimas en la lluvia, dirigido por Juan Manuel de Prada y en el que se visionaban y discutían películas relacionadas o relacionables con cuestiones sociales o políticas actuales. Ha dirigido y presentado también el programa radiofónico Los últimos de Filipinas, de Radio Intereconomía.
Es autor de relatos breves, por los que ha recibido premios de entidades como la Fundación de los Ferrocarriles Españoles, el Colegio de Abogados de Madrid, el Ayuntamiento de Loja o la Fundación Max Aub, además de ser publicados en revistas como Clarín o Revista de Libros.[cita requerida] En 2007 publicó la compilación Lo nuestro y lo triste (Huerga y Fierro). También ha publicado una novela infantil y una novela sobre la movida madrileña titulada La calle de la luna, publicada en 2008 y reeditada en 2019. Ha realizado otras colaboraciones editoriales vinculadas al Grupo Intereconomía.

## Publicaciones
- Tadeo, aprendiz de pirata, Everest, 2005.
- Lo nuestro y lo triste, Huerga y Fierro, 2007.
- La calle de la luna, Ámbar, 2008 (reeditado en Los Papeles del Sitio, 2019).
- Hay un camino a la derecha. Stella Maris, 2015 (con Santiago Abascal Conde).